# Ratatat
Ratatat – nowojorski duet muzyczny tworzący muzykę z pogranicza indie-rocka oraz elektroniki. Tworzą go: Mike Stroud (gitara elektryczna), oraz Evan 'E*Vax' Mast (gitara basowa, syntezatory; producent).

## Historia
Za początki Ratatat uważa się okres, kiedy Mike i Evan jako Cherry nagrali wspólnymi siłami kilka utworów. Był to rok 2001. W maju 2003 zadebiutowali na scenie, a niedługo potem zmienili nazwę na Ratatat. Dali serię koncertów z takimi grupami jak: Franz Ferdinand, Interpol, Battles czy Daft Punk. Podpisali kontrakt z wytwórnią XL Records, z którą są związani do dziś.

## Dyskografia
Albumy studyjne
| Album                  | Data wydania     | Wytwórnia     |
| ---------------------- | ---------------- | ------------- |
| Ratatat                | 20 kwietnia 2004 | XL Recordings |
| Ratatat Remixes Vol. 1 | 2004             | Self-released |
| Classics               | 22 sierpnia 2006 | XL Recordings |
| Ratatat Remixes Vol. 2 | 2007             | Self-released |
| LP3                    | 8 lipca 2008     | XL Recordings |
| LP4                    | 8 czerwca 2010   | XL Recordings |
| Magnifique             | 17 lipca 2015    | XL Recordings |